# Долгое (Луганская область)
Долгое (укр. Довге) — село, относится к Славяносербскому району Луганской области Украины. Де факто — с 2014 года населённый пункт контролируется самопровозглашённой Луганской Народной Республикой.

## География
Село расположено на правом берегу реки Северского Донца. К северу от населённого пункта, по руслу Северского Донца проходит линия разграничения сил в Донбассе (см. Второе минское соглашение). Соседние населённые пункты: посёлок Славяносербск (по течению Северского Донца) и сёла Смелое на северо-западе, Новогригоровка на западе, Степовое и Новодачное на юго-западе, Суходол и посёлок Красный Луч на юге, сёла Новосёловка на юго-востоке, Жёлтое и Крутая Гора (ниже по течению Северского Донца) на востоке.

## Общие сведения
Занимает площадь 0,467 км². Почтовый индекс — 93704. Телефонный код — 6473. Код КОАТУУ — 4424555101.

## Население
Население по переписи 2001 года составляло 311 человек.

## Местный совет
93700, Луганская обл., Славяносербский р-н, пгт. Славяносербск, ул. Горького, 86